# António Victorino de Almeida
António Victorino Goulartt de Medeiros e Almeida (ur. 21 maja 1940 w Lizbonie) – portugalski kompozytor, filmowiec, beletrysta i publicysta.

## Życiorys
Podstaw muzyki uczył się u Mariny Dwander, Artura Santosa i Joliego Bragi Santosa. W 1959 roku ukończył studia w klasie fortepianu u Camposa Coelho w lizbońskim konserwatorium. W 1960 dzięki stypendium przyznanemu mu przez Instituto de Alta Cultura doskonalił grę fortepianowa pod kierunkiem Karla Schiskego w Konserwatorium Wiedeńskim. Studiował tam także u polskiego pianisty, laureata Konkursu Chopinowskiego Władysława Kędry oraz u Dietera Webera. Następnie otrzymał stypendium Fundacji Calouste’a Gulbenkiana, które umożliwiło mu naukę kompozycji u Friedricha Cerhy.
W latach 1974–1981 był attaché kulturalnym w Wiedniu. W 1983 założył trio Almeida-Pluhar-Marinoff. Prowadził również odczyty na Uniwersytecie w Porto oraz w domu-muzeum Álvara de Camposa w Tavirze.
Odznaczony Krzyżem Wielkim Orderu Infanta Henryka (2005).

## Twórczość
W kompozycjach Almeidy dominującym idiomem jest szeroko stosowana tonalność, z widocznym wpływem Igora Strawinskiego, Paula Hindemitha, Hannsa Eislera i Siergieja Prokofjewa, choć często używa także nowocześniejszych środków wyrazu, takich jak elektroakustyka .
Poza muzyką poważną, Almeida komponuje też muzykę na potrzeby telewizji i filmu; jest aktorem, reżyserem, scenarzystą, producentem filmowym . Zajmuje się również beletrystyką i  publicystyką .